# Loreleia roseopallida
Loreleia roseopallida är en svampart som först beskrevs av Contu, och fick sitt nu gällande namn av Redhead, Moncalvo, Vilgalys & Lutzoni 2002. Loreleia roseopallida ingår i släktet Loreleia, klassen Agaricomycetes, divisionen basidiesvampar och riket svampar.   Inga underarter finns listade i Catalogue of Life.